# Michaił Katukow

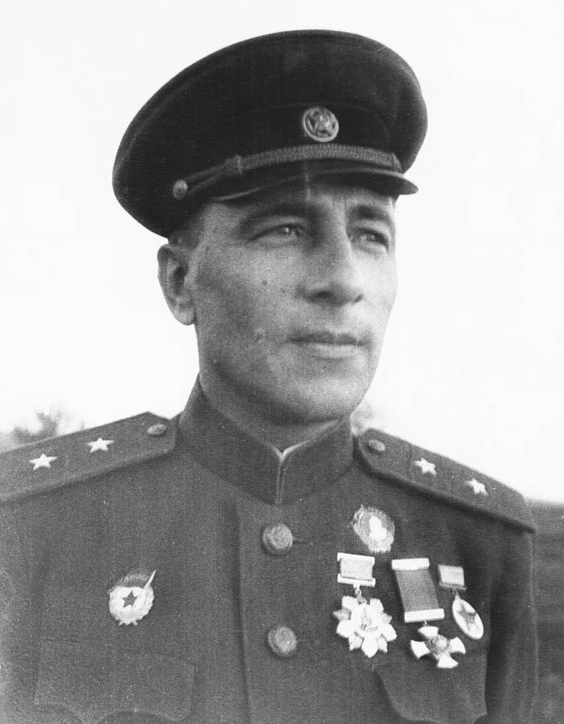
Gen. Michaił Katukow, na fotografii z 1943 roku.

Michaił Efimowicz Katukow, ros. Михаил Ефимович Катуков (ur. 4 września?/17 września 1900 we wsi Bolszoje Uwarowo, zm. 8 czerwca 1976 w Moskwie) – radziecki dowódca wojskowy, marszałek wojsk pancernych, dowódca wyższych związków operacyjnych Armii Czerwonej, dowódca wojsk pancernych i zmechanizowanych Grupy Wojsk Radzieckich w Niemczech, dwukrotny Bohater Związku Radzieckiego.

## Życiorys
Urodził się we wsi Bolszoje Uwarowo w obwodzie moskiewskim. W 1917 podczas rewolucji październikowej brał udział w walkach w Piotrogrodzie. Od 1919 w Armii Czerwonej, uczestnik wojny domowej w Rosji na Froncie Południowym.
W 1922 ukończył kurs oficerów piechoty, a w 1927 kurs „Wystrzał”. W 1935 ukończył akademicki kurs doskonalenia dowódców oddziałów w Wojskowej Akademii Motoryzacji i Mechanizacji RKKA, od tego momentu pełnił służbę w wojskach pancernych.
W 1940 został dowódcą 20 Dywizji Pancernej, jako jej dowódca uczestniczył w początkowym okresie walki z wojskami III Rzeszą i jej satelitów podczas ataku na Związek Radziecki. We wrześniu 1941 był dowódcą 4 Brygady Pancernej (później przemianowanej na 1 Gwardyjską Brygadę Pancerną) i jako jej dowódca brał udział w walkach w obronie Moskwy. W 1942 został mianowany dowódcą 1 Korpusu Pancernego, który wyróżnił się w walkach pod Woroneżem. We wrześniu 1942 został mianowany dowódcą 3 Korpusu Zmechanizowanego.
W styczniu 1943 został dowódcą 1 Armii Pancernej (w kwietniu 1944 przemianowanej na 1 Gwardyjską Armię Pancerną). Jako jej dowódca uczestniczył w walkach na łuku kurskim, a następnie w składzie 1 Frontu Ukraińskiego w wyzwalaniu Ukrainy i operacji lwowsko-sandomierskiej. 23 września 1944, za udział w tej operacji otrzymał po raz pierwszy Medal „Złota Gwiazda” wraz z tytułem honorowym Bohatera Związku Radzieckiego oraz Order Lenina.
Następnie jako dowódca 1 Gwardyjskiej Armii Pancernej brał udział w operacji warszawsko-poznańskiej, pomorskiej (bitwa o Białogard) i berlińskiej. 6 kwietnia 1945, za udział w operacji pomorskiej został powtórnie uhonorowany tytułem Bohatera Związku Radzieckiego z jednoczesnym wręczeniem Orderu Lenina.
Po zakończeniu II wojny światowej początkowo dowódca Armii Pancernej, a następnie dowódca wojsk pancernych i zmechanizowanych Grupy Wojsk Radzieckich w Niemczech.
W 1951 ukończył kurs dowódców w Akademii Sztabu Generalnego. Od 1955 inspektor w Głównej Inspekcji Ministerstwa Obrony ZSRR, a następnie od 1957 zastępca szefa Oddziału Operacyjnego Wojsk Lądowych ZSRR.
Od 1963 w grupie Generalnych Inspektorów Ministerstwa Obrony ZSRR.
Napisał wspomnienia pod tytułem На острие главного удара (wyd. I w 1976 roku, wydanie polskie pod tytułem Pancerny grot wyd. w 1976).
Zmarł 8 czerwca 1976 w Moskwie, został pochowany na Cmentarzu Nowodziewiczym.

## Awanse
- generał major – 10 listopada 1941
- generał porucznik – 18 stycznia 1943
- generał pułkownik – 10 kwietnia 1944
- marszałek wojsk pancernych – 5 października 1959

## Ordery i odznaczenia
- Medal „Złota Gwiazda” Bohatera Związku Radzieckiego – dwukrotnie (23 września 1944, 6 kwietnia 1945)
- Order Lenina – czterokrotnie
- Order Czerwonego Sztandaru – trzykrotnie
- Order Suworowa I klasy – dwukrotnie
- Order Kutuzowa I klasy
- Order Bohdana Chmielnickiego I klasy
- Order Kutuzowa II klasy
- Order Czerwonej Gwiazdy
- Order „Za służbę Ojczyźnie w Siłach Zbrojnych ZSRR” III klasy
- Medal „100-lecia urodzin Lenina”
- Medal „Za obronę Moskwy”
- Medal „Za zdobycie Berlina”
- Medal „Za zwycięstwo nad Niemcami w Wielkiej Wojnie Ojczyźnianej 1941–1945”
- Medal „Za wyzwolenie Warszawy”
- Medal jubileuszowy „Dwudziestolecia zwycięstwa w Wielkiej Wojnie Ojczyźnianej 1941–1945”
- Medal jubileuszowy „Trzydziestolecia zwycięstwa w Wielkiej Wojnie Ojczyźnianej 1941–1945”
- Medal „Weteran Sił Zbrojnych ZSRR”
- Medal jubileuszowy „XX lat Robotniczo-Chłopskiej Armii Czerwonej”
- Medal jubileuszowy „30 lat Armii Radzieckiej i Floty”
- Medal jubileuszowy „40 lat Sił Zbrojnych ZSRR”
- Medal jubileuszowy „50 lat Sił Zbrojnych ZSRR”
- Order za Wybitną Służbę (Distinguished Service Order, Wielka Brytania)
- Złoty Order Zasługi dla Ojczyzny (NRD)
- Order Czerwonego Sztandaru (Mongolska Republika Ludowa, 1944)
- Krzyż Kawalerski Orderu Virtuti Militari (Polska Ludowa)
- Order Krzyża Grunwaldu I klasy (Polska Ludowa)
- Order Krzyża Grunwaldu II klasy (Polska Ludowa)
- Medal za Warszawę 1939–1945 (Polska Ludowa)
- Medal za Odrę, Nysę, Bałtyk (Polska Ludowa)